# Ohînkî, Prîlukî
Ohînkî (în ucraineană Охиньки) este localitatea de reședință a comunei Ohînkî din raionul Prîlukî, regiunea Cernihiv, Ucraina. În secolul al XIX-lea, satul făcea parte din volostul Ivankivți, uezdul Prîlukî.

## Demografie
Componența lingvistică a localității Ohînkî
     Ucraineană (97,71%)
     Rusă (2,15%)
     Alte limbi (0,14%)
Conform recensământului din 2001, majoritatea populației localității Ohînkî era vorbitoare de ucraineană (97,71%), existând în minoritate și vorbitori de rusă (2,15%).